# Trịnh Trụ
Trịnh Trụ (giản thể: 郑胄;; phồn thể: 鄭冑; bính âm: Zheng Zhou), tự Kính Tiên (敬先), là tướng lĩnh Đông Ngô thời Tam Quốc trong lịch sử Trung Quốc.

## Thân thế
Trịnh Trụ quê ở nước Bái thuộc Từ Châu, là con trai út của đại thần Trịnh Trát, từ nhỏ đã có tiếng tăm, xem như văn võ toàn tài.
Trịnh Trát (鄭札) là danh sĩ Từ Châu, cùng bọn Trương Chiêu, Trương Hoành,... chạy nạn mà đến Giang Đông. Thời Tôn Quyền, Trịnh Trát được phong Phiêu kỵ tướng quân, Tòng sự Trung lang, cùng Trương Chiêu, Tôn Thiệu xử lý triều chính.

## Cuộc đời
Ban đầu, Trịnh Trụ giữ chức Thái thú Kiến An. Môn khách của sủng thần Lã Nhất làm trái pháp luật, Trụ dùng hình tra tấn đến chết. Lã Nhất vì thế căm hận, phỉ báng Trịnh Trụ trước mặt Tôn Quyền. Tôn Quyền nổi giận, bắt giam Trịnh Trụ. Thiếu phủ Phan Tuấn, Dực chính Đô úy Trần Biểu nhiều lần cầu tình, nhờ thế mà Trụ được thả.
Tháng 1 năm 238, Ngụy đế Tào Duệ phái Tư Mã Ý thảo phạt Liêu Đông. Công Tôn Uyên bèn sai sứ sang Đông Ngô xưng thần cầu viện. Dương Đạo kiến nghị Tôn Quyền bỏ qua mối hận cũ mà phái quân cứu giúp, lại tiến cử bản thân cùng hai tướng Trịnh Trụ, Tôn Di.
Tháng 3 năm 239, Đốc quân Dương Đạo dẫn Tuyên Tín Hiệu úy Trịnh Trụ, tướng quân Tôn Di dẫn quân tới Liêu Đông. Khi đến nơi, quân Ngô phát hiện ra Công Tôn Uyên đã bị tiêu diệt, đất Liêu Đông sát nhập vào nước Ngụy. Dương Đạo bèn phái người đi điều tra, phát hiện Liêu Đông phòng ngự vô cùng bạc nhược, mà Tào Duệ mới mất, Tào Phương mới lên ngôi, không có uy tín, quân đội không có khả năng cứu viện kịp thời. Dương Đạo, Trịnh Trụ, Tôn Di bàn bạc, thống nhất tấn công. Quân Ngô đổ bộ Lữ Thuận, phá thành Mục Dương, đánh bại các tướng Trương Cầm, Cao Lự, rồi chia quân cướp bóc, bắt giữ một số nhân khẩu cùng nhiều chiến lợi phẩm mang về.
Năm 257, phía nam quận Cối Kê, quận Bà Dương, quận Tân Đô liên tục phát sinh phản loạn. Trịnh Trụ khi đó giữ chức Bộ binh Hiệu úy, theo Đình úy Đinh Mật, tướng quân Chung Ly Mục đi thảo phạt. Về sau không còn ghi chép.

## Trong văn hóa
Trịnh Trụ không xuất hiện trong tiểu thuyết Tam quốc diễn nghĩa của La Quán Trung.